# Liste der Rechtsnormen der Bundesrepublik Deutschland/Abkommen
| A                 | |
| AAustVorhAbk USA  | Abkommen zwischen der Regierung der Bundesrepublik Deutschland und der Regierung der Vereinigten Staaten von Amerika über die Durchführung von Austauschvorhaben zum Zwecke der Aus- und Weiterbildung |
| Abk ISR           | Abkommen zwischen der Bundesrepublik Deutschland und dem Staate Israel |
| ABZusForstAbk POL | Abkommen zwischen der Bundesrepublik Deutschland und der Republik Polen über den Autobahnzusammenschluß sowie über den Bau und den Umbau einer Grenzbrücke im Raum Forst und Erlenholz (Olszyna)       |
| ArblVAbk CHE      | Abkommen zwischen der Bundesrepublik Deutschland und der Schweizerischen Eidgenossenschaft über Arbeitslosenversicherung                                                                               |
| AtHaftAbk CHE     | Abkommen zwischen der Bundesrepublik Deutschland und der Schweizerischen Eidgenossenschaft über die Haftung gegenüber Dritten auf dem Gebiet der Kernenergie                                           |
| AuslSchuldAbkCHE  | Abkommen über deutsche Auslandsschulden |

| B              | |
| BehZAbk        | Zollabkommen über Behälter |
| BetrAVAbk LUX  | Abkommen zwischen der Bundesrepublik Deutschland und dem Großherzogtum Luxemburg über Zusammenarbeit im Bereich der Insolvenzsicherung betrieblicher Altersversorgung |
| BinSchAbk CSK  | Abkommen zwischen der Regierung der Bundesrepublik Deutschland und der Regierung der Tschechoslowakischen Sozialistischen Republik über den Binnenschiffsverkehr      |
| BinSchAbk GEOR | Abkommen zwischen der Regierung der Bundesrepublik Deutschland und der Regierung der Republik Georgien über die Binnenschifffahrt                                     |
| BinSchAbk HUN  | Abkommen zwischen der Regierung der Bundesrepublik Deutschland und der Regierung der Ungarischen Volksrepublik über die Binnenschifffahrt                             |

| D               | |
| DBA ARE         | Abkommen zwischen der Bundesrepublik Deutschland und den Vereinigten Arabischen Emiraten zur Vermeidung der Doppelbesteuerung und der Steuerverkürzung auf dem Gebiet der Steuern vom Einkommen |
| DBA AUT 2002    | Abkommen zwischen der Bundesrepublik Deutschland und der Republik Österreich zur Vermeidung der Doppelbesteuerung auf dem Gebiet der Steuern vom Einkommen und vom Vermögen |
| DBA CH 1980     | Abkommen zwischen der Bundesrepublik Deutschland und der Schweizerischen Eidgenossenschaft zur Vermeidung der Doppelbesteuerung auf dem Gebiet der Nachlass- und Erbschaftsteuern |
| DBA EST         | Abkommen zwischen der Bundesrepublik Deutschland und der Republik Estland zur Vermeidung der Doppelbesteuerung auf dem Gebiet der Steuern vom Einkommen und vom Vermögen |
| DBA FRA         | Abkommen zwischen der Bundesrepublik Deutschland und der Französischen Republik zur Vermeidung der Doppelbesteuerungen und über gegenseitige Amts- und Rechtshilfe auf dem Gebiete der Steuern vom Einkommen und vom Vermögen sowie der Gewerbesteuern und der Grundsteuern                                                                                      |
| DBA ISR 1980    | Abkommen zwischen der Bundesrepublik Deutschland und dem Staat Israel zur Vermeidung der Doppelbesteuerung auf dem Gebiete der Nachlaß- und Erbschaftsteuern |
| DBA KAZ         | Abkommen zwischen der Bundesrepublik Deutschland und der Republik Kasachstan zur Vermeidung der Doppelbesteuerung auf dem Gebiet der Steuern vom Einkommen und vom Vermögen |
| DBA LET         | Abkommen zwischen der Bundesrepublik Deutschland und der Republik Lettland zur Vermeidung der Doppelbesteuerung auf dem Gebiet der Steuern vom Einkommen und vom Vermögen |
| DBA MAN         | Abkommen zwischen der Regierung der Bundesrepublik Deutschland und der Regierung der Insel Man zur Vermeidung der Doppelbesteuerung von im internationalen Verkehr tätigen Schifffahrtsunternehmen |
| DBA MUS         | Abkommen zwischen der Bundesrepublik Deutschland und der Republik Mauritius zur Vermeidung der Doppelbesteuerung und der Steuerverkürzung auf dem Gebiet der Steuern vom Einkommen |
| DBA SAU         | Abkommen zwischen der Bundesrepublik Deutschland und dem Königreich Saudi-Arabien zur Vermeidung der Doppelbesteuerung auf dem Gebiet der Steuern vom Einkommen und vom Vermögen von Luftfahrtunternehmen und der Steuern von den Vergütungen ihrer Arbeitnehmer                                                                                                 |
| DBA Taipeh      | Abkommen zwischen dem Deutschen Institut in Taipeh und der Taipeh Vertretung in der Bundesrepublik Deutschland zur Vermeidung der Doppelbesteuerung und zur Verhinderung der Steuerverkürzung hinsichtlich der Steuern vom Einkommen und vom Vermögen |
| DBA USA 1980    | Abkommen zwischen der Bundesrepublik Deutschland und den Vereinigten Staaten von Amerika zur Vermeidung der Doppelbesteuerung auf dem Gebiet der Nachlaß-, Erbschaft- und Schenkungsteuern |
| DBA USA 2008    | Abkommen zwischen der Bundesrepublik Deutschland und den Vereinigten Staaten von Amerika zur Vermeidung der Doppelbesteuerung und zur Verhinderung der Steuerverkürzung auf dem Gebiet der Steuern vom Einkommen und vom Vermögen und einiger anderer Steuern |
| DBA VEN         | Abkommen zwischen der Bundesrepublik Deutschland und der Republik Venezuela zur Vermeidung der Doppelbesteuerung auf dem Gebiet der Steuern vom Einkommen und vom Vermögen |
| DBA VerArabEm   | Abkommen zwischen der Bundesrepublik Deutschland und den Vereinigten Arabischen Emiraten zur Vermeidung der Doppelbesteuerung auf dem Gebiet der Steuern vom Einkommen und vom Vermögen und zur Belebung der wirtschaftlichen Beziehungen |
| DBAAbk BGR      | Abkommen zwischen der Bundesrepublik Deutschland und der Republik Bulgarien zur Vermeidung der Doppelbesteuerung und der Steuerverkürzung auf dem Gebiet der Steuern vom Einkommen und vom Vermögen |
| DBAAbk GBR      | Abkommen zwischen der Bundesrepublik Deutschland und dem Vereinigten Königreich Großbritannien und Nordirland zur Vermeidung der Doppelbesteuerung und zur Verhinderung der Steuerverkürzung auf dem Gebiet der Steuern vom Einkommen und vom Vermögen |
| DBAAbk MYS      | Abkommen zwischen der Bundesrepublik Deutschland und Malaysia zur Vermeidung der Doppelbesteuerung und zur Verhinderung der Steuerverkürzung auf dem Gebiet der Steuern vom Einkommen |
| DBAAbk SYR      | Abkommen zwischen der Bundesrepublik Deutschland und der Arabischen Republik Syrien zur Vermeidung der Doppelbesteuerung und Verhinderung der Steuerverkürzung auf dem Gebiet der Steuern vom Einkommen |
| DBAbk TUR       | Abkommen zwischen der Bundesrepublik Deutschland und der Republik Türkei zur Vermeidung der Doppelbesteuerung und der Steuerverkürzung auf dem Gebiet der Steuern vom Einkommen |
| DBAZAbk BEL     | Zusatzabkommen zum Abkommen vom 11. April 1967 zwischen der Bundesrepublik Deutschland und dem Königreich Belgien zur Vermeidung der Doppelbesteuerungen und zur Regelung verschiedener anderer Fragen auf dem Gebiete der Steuern vom Einkommen und vom Vermögen einschließlich der Gewerbesteuer und der Grundsteuern sowie zum dazugehörigen Schlussprotokoll |
| DBBankAbk GBR   | Abkommen zwischen der Bundesrepublik Deutschland und dem Vereinigten Königreich Großbritannien und Nordirland zur Vermeidung der Doppelbelastung bei der Bankenabgabe |
| DE/NLKorpsAbk   | Abkommen zwischen der Regierung der Bundesrepublik Deutschland und der Regierung des Königreichs der Niederlande über die Rahmenbedingungen für das I. (Deutsch-Niederländische) Korps und dem Korps zugeordnete Truppenteile, Einrichtungen und Dienststellen                                                                                                   |
| DollBBerAbk 2   | Zweites Abkommen zwischen der Bundesrepublik Deutschland und den Vereinigten Staaten von Amerika über gewisse Angelegenheiten, die sich aus der Bereinigung deutscher Dollarbonds ergeben |
| DtFrJWAbkÄndAbk | Abkommen zur Änderung des Abkommens vom 5. Juli 1963 zwischen der Regierung der Bundesrepublik Deutschland und der Regierung der Französischen Republik über die Errichtung des deutsch-französischen Jugendwerks |

| E                | |
| EGKSVtrÜAbk      | Abkommen über die Übergangsbestimmungen des Vertrages über die Gründung der Europäischen Gemeinschaft für Kohle und Stahl |
| EIBVersorgAbk    | Abkommen zwischen der Regierung der Bundesrepublik Deutschland und der Europäischen Investitionsbank über die Übertragung von Versorgungsanwartschaften |
| EmsSchO          | Schiffahrtsordnung Emsmündung (Anlage A zu dem deutsch-niederländischen Abkommen vom 22. Dezember 1986 über die Schiffahrtsordnung in der Emsmündung) |
| EmsSchOAbk       | Abkommen zwischen der Regierung der Bundesrepublik Deutschland und der Regierung des Königreichs der Niederlande über die Schiffahrtsordnung in der Emsmündung                                                                                              |
| EmsSchOAbkErgAbk | Abkommen zur Änderung und Ergänzung des Abkommens vom 22. Dezember 1986 zwischen der Regierung der Bundesrepublik Deutschland und der Regierung des Königreichs der Niederlande über die Schifffahrtsordnung in der Emsmündung                              |
| EÖlAnrAbk BEL    | Abkommen zwischen dem Bundesminister für Wirtschaft und Finanzen der Bundesrepublik Deutschland und dem Vice-Premier Ministre des Affaires Economiques du Royaume de Belgique über die gegenseitige Anrechnung von Beständen an Erdöl und Erdölerzeugnissen |
| EÖlBAbk NLD      | Abkommen zwischen dem Bundesminister für Wirtschaft der Bundesrepublik Deutschland und dem Minister van Economische Zaken der Niederlande über die gegenseitige Anrechnung von Beständen an Erdöl und Erdölerzeugnissen                                     |
| EuFernsAbk       | Europäisches Abkommen zum Schutz von Fernsehsendungen |
| EuFürsAbk        | Europäisches Fürsorgeabkommen |
| EZBAbk           | Abkommen zwischen der Regierung der Bundesrepublik Deutschland und der Europäischen Zentralbank über den Sitz der Europäischen Zentralbank |
| EZBPersAbk       | Abkommen zwischen der Regierung der Bundesrepublik Deutschland und der Europäischen Zentralbank über die Durchführung des Abschnitts 16 des Anhangs III der Beschäftigungsbedingungen für das Personal der Europäischen Zentralbank                         |

| F              | |
| FischDNKVtr    | Abkommen zwischen der Bundesrepublik Deutschland und dem Königreich Dänemark über die gemeinsame Fischerei in der Flensburger Innenförde                                                              |
| FlüAbk         | Abkommen über die Rechtsstellung der Flüchtlinge |
| FlüRAuswAbk    | Abkommen betreffend die Ausstellung eines Reiseausweises an Flüchtlinge, die unter die Zuständigkeit des zwischenstaatlichen Ausschusses für die Flüchtlinge fallen                                   |
| FordRglAbk CHE | Abkommen zwischen der Bundesrepublik Deutschland und der Schweizerischen Eidgenossenschaft über die Regelung der Forderungen der Schweizerischen Eidgenossenschaft gegen das ehemalige Deutsche Reich |

| G                    | |
| GemAusfOAbkHaag      | Gemeinsame Ausführungsordnung zu den Fassungen des Haager Abkommens von 1999, 1960 und 1934 |
| GesundZAAbk FRA      | Rahmenabkommen zwischen der Regierung der Bundesrepublik Deutschland und der Regierung der Französischen Republik über die grenzüberschreitende Zusammenarbeit im Gesundheitsbereich                                                                                               |
| GewRSchPrioFrAbk SWE | Abkommen zwischen der Bundesrepublik Deutschland und dem Königreich Schweden über die Verlängerung von Prioritätsfristen auf dem Gebiet des gewerblichen Rechtsschutzes |
| GrAbfErlPolAbk       | Abkommen zwischen der Bundesrepublik Deutschland und der Republik Polen über Erleichterungen der Grenzabfertigung |
| GrBrückAbk LUX       | Abkommen zwischen der Bundesrepublik Deutschland und dem Großherzogtum Luxemburg über den Bau und die Unterhaltung einer Grenzbrücke über die Sauer zwischen den Gemeinden Langsur und Mertert                                                                                     |
| GrBrückPerlAbk LUX   | Abkommen zwischen der Bundesrepublik Deutschland und dem Großherzogtum Luxemburg über den Autobahnzusammenschluß und den Bau einer Grenzbrücke über die Mosel im Raum Perl und Schengen                                                                                            |
| GrenzgAbk NLD        | Abkommen zwischen der Bundesrepublik Deutschland und dem Königreich der Niederlande zur Vermeidung der Doppelbesteuerung auf dem Gebiete der Steuern vom Einkommen und vom Vermögen sowie verschiedener sonstiger Steuern und zur Regelung anderer Fragen auf steuerlichem Gebiete |
| GrVerkAbk CHE        | Deutsch-schweizerisches Abkommen über den Grenz- und Durchgangsverkehr (in der Fassung des Schriftwechsels vom 7./23. November 1959) |
| GTNSitzAbk           | Abkommen zwischen der Bundesrepublik Deutschland und dem Globalen Treuhandfonds für Nutzpflanzenvielfalt über den Sitz des Globalen Treuhandfonds für Nutzpflanzenvielfalt |

| H                | |
| HochschulAbk FRA | Abkommen zwischen der Regierung der Bundesrepublik Deutschland und der Regierung der Französischen Republik über die Gründung einer Deutsch-Französischen Hochschule |

| I               | |
| IBRDAbk         | Abkommen über die Internationale Bank für Wiederaufbau und Entwicklung |
| IDA             | Abkommen über die Internationale Entwicklungsorganisation |
| IFCAbk          | Abkommen über die Internationale Finanz-Corporation |
| IMFAbk          | Abkommen über den internationalen Währungsfonds |
| INTERSPUTNIKAbk | Abkommen über die Schaffung des internationalen Systems und der Organisation für kosmische Fernmeldeverbindungen „INTERSPUTNIK“                                             |
| IntZLuftAbk     | Abkommen über die Internationale Zivilluftfahrt |
| IRENASitzAbk    | Abkommen zwischen der Bundesrepublik Deutschland und der Internationalen Organisation für erneuerbare Energien über den Sitz des IRENA-Innovations- und Technologiezentrums |

| K                | |
| KatHiLAbk BEL    | Abkommen zwischen der Bundesrepublik Deutschland und dem Königreich Belgien über die gegenseitige Hilfeleistung bei Katastrophen oder schweren Unglücksfällen                                                                |
| KatHiLAbk CHE    | Abkommen zwischen der Bundesrepublik Deutschland und der Schweizerischen Eidgenossenschaft über die gegenseitige Hilfeleistung bei Katastrophen oder schweren Unglücksfällen                                                 |
| KatHiLAbk DNK    | Abkommen zwischen der Bundesrepublik Deutschland und dem Königreich Dänemark über die gegenseitige Hilfeleistung bei Katastrophen oder schweren Unglücksfällen                                                               |
| KatHiLAbk FRA    | Abkommen zwischen der Bundesrepublik Deutschland und der Französischen Republik über die gegenseitige Hilfeleistung bei Katastrophen oder schweren Unglücksfällen                                                            |
| KatHiLAbk LIT    | Abkommen zwischen der Bundesrepublik Deutschland und der Republik Litauen über die gegenseitige Hilfeleistung bei Katastrophen oder schweren Unglücksfällen                                                                  |
| KatHiLAbk LUX    | Abkommen zwischen der Bundesrepublik Deutschland und dem Großherzogtum Luxemburg über die gegenseitige Hilfeleistung bei Katastrophen oder schweren Unglücksfällen                                                           |
| KatHiLAbk POL    | Abkommen zwischen der Bundesrepublik Deutschland und der Republik Polen über die gegenseitige Hilfeleistung bei Katastrophen oder schweren Unglücksfällen                                                                    |
| KatHiLAbk RussFö | Abkommen zwischen der Regierung der Bundesrepublik Deutschland und der Regierung der Russischen Föderation über die gegenseitige Hilfeleistung bei Katastrophen oder schweren Unglücksfällen                                 |
| KfzAbk GBR       | Abkommen zwischen der Regierung der Bundesrepublik Deutschland und der Regierung des Vereinigten Königreichs Großbritannien und Nordirland über die steuerliche Behandlung von Straßenfahrzeugen im internationalen Verkehr  |
| KfzStBefrAbk DDR | Abkommen zwischen der Regierung der Bundesrepublik Deutschland und der Regierung der Deutschen Demokratischen Republik über die Befreiung von Straßenfahrzeugen von Steuern und Gebühren                                     |
| KGAbkÄndAbk NLD  | Abkommen zur Änderung des Abkommens vom 8. April 1960 zwischen der Bundesrepublik Deutschland und dem Königreich der Niederlande über niederländische Kriegsgräber in der Bundesrepublik Deutschland (Kriegsgräberabkommen)  |
| KgfAbk Genf      | III. Genfer Abkommen vom 12. August 1949 über die Behandlung der Kriegsgefangen |
| KrimBekAbk USA   | Abkommen zwischen der Regierung der Bundesrepublik Deutschland und der Regierung der Vereinigten Staaten von Amerika über die Vertiefung der Zusammenarbeit bei der Verhinderung und Bekämpfung schwerwiegender Kriminalität |
| KrProblAbk HND   | Abkommen zwischen der Regierung der Bundesrepublik Deutschland und der Regierung der Republik Honduras über die Regelung gewisser, durch den 2. Weltkrieg verursachter Probleme                                              |
| KunstSchAbk      | Internationales Abkommen über den Schutz der ausübenden Künstler, der Hersteller von Tonträgern und der Sendeunternehmen |

| L              | |
| LStrkrAbk Genf | I. Genfer Abkommen vom 12. August 1949 zur Verbesserung des Loses der Verwundeten und Kranken der Streitkräfte im Felde |
| LSVAAbk Büs    | Abkommen zwischen der Regierung der Bundesrepublik Deutschland und dem Schweizerischen Bundesrat zum Vertrag vom 23. November 1964 über die Einbeziehung der Gemeinde Büsingen am Hochrhein in das schweizerische Zollgebiet über die Erhebung und die Ausrichtung eines Anteils der von der Schweiz in ihrem Staatsgebiet und im Gebiet der Gemeinde Büsingen am Hochrhein erhobenen leistungsabhängigen Schwerverkehrsabgabe |
| LuftFzgAbk     | Abkommen über die internationale Anerkennung von Rechten an Luftfahrzeugen |
| LuftRAbkZAbk   | Zusatzabkommen zum Warschauer Abkommen zur Vereinheitlichung von Regeln über die von einem anderen als dem vertraglichen Luftfrachtführer ausgeführte Beförderung im internationalen Luftverkehr |
| LuftStrAbk     | Abkommen über strafbare und bestimmte andere an Bord von Luftfahrzeugen begangene Handlungen |
| LuftVGewRAbk   | Mehrseitiges Abkommen über gewerbliche Rechte im nichtplanmäßigen Luftverkehr in Europa |

| M                  | |
| ManövAbk CANIGBR   | Abkommen zwischen der Bundesrepublik Deutschland, Kanada und dem Vereinigten Königreich Großbritannien und Nordirland über die Durchführung von Manövern und anderen Übungen im Raum Soltau-Lüneburg |
| ManövAbkCANIGBRÜbk | Übereinkommen zwischen der Bundesrepublik Deutschland, Kanada und dem Vereinigten Königreich Großbritannien und Nordirland zur Außerkraftsetzung des Abkommens vom 3. August 1959 über die Durchführung von Manövern und anderen Übungen im Raume Soltau-Lüneburg in der durch das Abkommen vom 12. Mai 1970 geänderten Fassung |

| N                          | |
| NATOHQAbk                  | Abkommen zwischen der Bundesrepublik Deutschland und dem Obersten Hauptquartier der Alliierten Mächte, Europa, über die besonderen Bedingungen für die Einrichtung und den Betrieb internationaler militärischer Hauptquartiere in der Bundesrepublik Deutschland |
| NATOTrStat                 | Abkommen zwischen den Parteien des Nordatlantikvertrags über die Rechtsstellung ihrer Truppen |
| NATOTrStatZAbk             | Zusatzabkommen zu dem Abkommen zwischen den Parteien des Nordatlantikvertrages über die Rechtsstellung ihrer Truppen hinsichtlich der in der Bundesrepublik Deutschland stationierten ausländischen Truppen |
| NATOTrStatZAbkÄndAbk       | Abkommen zur Änderung des Zusatzabkommens vom 3. August 1959 in der durch das Abkommen vom 21. Oktober 1971 und die Vereinbarung vom 18. Mai 1981 geänderten Fassung zu dem Abkommen zwischen den Parteien des Nordatlantikvertrages über die Rechtsstellung ihrer Truppen hinsichtlich der in der Bundesrepublik Deutschland stationierten ausländischen Truppen                                                              |
| NATOTrStatZAbkÄndAbkD      | Abkommen zur Durchführung des Artikels 45 Absatz 1 des Zusatzabkommens vom 3. August 1959 in der durch das Abkommen vom 21. Oktober 1971, die Vereinbarung vom 18. Mai 1981 und das Abkommen vom 18. März 1993 geänderten Fassung zu dem Abkommen zwischen den Parteien des Nordatlantikvertrages über die Rechtsstellung ihrer Truppen hinsichtlich der in der Bundesrepublik Deutschland stationierten ausländischen Truppen |
| NATOTrStatZAbkArt45Abs5Abk | Abkommen zu Artikel 45 Abs. 5 des Zusatzabkommens zu dem Abkommen zwischen den Parteien des Nordatlantikvertrags über die Rechtsstellung ihrer Truppen hinsichtlich der in der Bundesrepublik Deutschland stationierten ausländischen Truppen |
| NATOTrStatZusAbk NL        | Zusatzabkommen zu dem Abkommen vom 19. Juni 1951 zwischen den Parteien des Nordatlantikvertrags über die Rechtsstellung ihrer Truppen hinsichtlich der im Königreich der Niederlande stationierten deutschen Truppen |

| O             | |
| OffshStAbk    | Abkommen zwischen der Bundesrepublik Deutschland und den Vereinigten Staaten von Amerika über die von der Bundesrepublik zu gewährenden Abgabenvergünstigungen für die von den Vereinigten Staaten im Interesse der gemeinsamen Verteidigung geleisteten Ausgaben |
| OKZusAAbk VNM | Abkommen zwischen der Regierung der Bundesrepublik Deutschland und der Regierung der Sozialistischen Republik Vietnam über die Zusammenarbeit bei der Bekämpfung von schwerwiegenden Straftaten und der Organisierten Kriminalität                                |

| P                 | |
| PrfZAbk AUT       | Abkommen zwischen der Regierung der Bundesrepublik Deutschland und der Regierung der Republik Österreich über die Zusammenarbeit in der beruflichen Bildung und über die gegenseitige Anerkennung der Gleichwertigkeit von beruflichen Prüfungszeugnissen |
| PflSchAbk         | Internationales Pflanzenschutzabkommen |
| PostAnwAbk 1984   | Postanweisungs- und Postreisescheckabkommen |
| PostAuftrAbk 1984 | Postauftragsabkommen |
| PostgiroAbk       | Postgiroabkommen |
| PostnachnAbk 1984 | Postnachnahmeabkommen |
| PostPakAbk 1984   | Postpaketabkommen |
| PostSparAbk 1984  | Postsparkassenabkommen |
| PostZtgAbk 1984   | Postzeitungsabkommen |

| R                 | |
| RV/UVAbk POL      | Abkommen zwischen der Bundesrepublik Deutschland und der Volksrepublik Polen über Renten- und Unfallversicherung                                                                                    |
| RVStreitkrAbk USA | Abkommen zwischen der Bundesrepublik Deutschland und den Vereinigten Staaten von Amerika über die Rentenversicherung gewisser Arbeitnehmer der Landstreitkräfte der Vereinigten Staaten von Amerika |

| S                         | |
| SAA MNE                   | Stabilisierungs- und Assoziierungsabkommen zwischen den Europäischen Gemeinschaften und ihren Mitgliedstaaten einerseits und der Republik Montenegro andererseits |
| SchutzRAbk PRT            | Abkommen zwischen der Bundesrepublik Deutschland und der Portugiesischen Republik auf dem Gebiet des gewerblichen Rechtsschutzes |
| SchutzRAbk SWE            | Abkommen zwischen der Bundesrepublik Deutschland und dem Königreich Schweden über die Wiederherstellung gewerblicher Schutzrechte |
| SeegerSitzAbk             | Abkommen zwischen der Bundesrepublik Deutschland und dem Internationalen Seegerichtshof über den Sitz des Gerichtshofs |
| SeehundWattmSchAbk        | Abkommen zum Schutz der Seehunde im Wattenmeer |
| SeeStreitKrAbk Genf       | II. Genfer Abkommen vom 12. August 1949 zur Verbesserung des Loses der Verwundeten, Kranken und Schiffbrüchigen der Streitkräfte zur See |
| SozSichAbk ALB            | Abkommen zwischen der Bundesrepublik Deutschland und der Republik Albanien über Soziale Sicherheit |
| SozSichAbk AUT 1995       | Abkommen zwischen der Bundesrepublik Deutschland und der Republik Österreich über Soziale Sicherheit |
| SozSichAbk BEL            | Allgemeines Abkommen zwischen der Bundesrepublik Deutschland und dem Königreich Belgien über Soziale Sicherheit |
| SozSichAbk BGR            | Abkommen zwischen der Bundesrepublik Deutschland und der Republik Bulgarien über Soziale Sicherheit |
| SozSichAbk BRA            | Abkommen zwischen der Bundesrepublik Deutschland und der Föderativen Republik Brasilien über Soziale Sicherheit |
| SozSichAbk ESP 2          | Abkommen zwischen der Bundesrepublik Deutschland und dem Spanischen Staat über Soziale Sicherheit |
| SozSichAbk FIN 1997       | Abkommen zwischen der Bundesrepublik Deutschland und der Republik Finnland über Soziale Sicherheit |
| SozSichAbk GBR            | Abkommen zwischen der Bundesrepublik Deutschland und dem Vereinigten Königreich Großbritannien und Nordirland über Soziale Sicherheit |
| SozSichAbk GRC            | Abkommen zwischen der Bundesrepublik Deutschland und dem Königreich Griechenland über Soziale Sicherheit |
| SozSichAbk HRV            | Abkommen zwischen der Bundesrepublik Deutschland und der Republik Kroatien über Soziale Sicherheit |
| SozSichAbk HUN            | Abkommen zwischen der Bundesrepublik Deutschland und der Republik Ungarn über Soziale Sicherheit |
| SozSichAbk ISR            | Abkommen zwischen der Bundesrepublik Deutschland und dem Staat Israel über Soziale Sicherheit |
| SozSichAbk JPN            | Abkommen zwischen der Bundesrepublik Deutschland und Japan über Soziale Sicherheit |
| SozSichAbk MAR            | Abkommen zwischen der Bundesrepublik Deutschland und dem Königreich Marokko über Soziale Sicherheit |
| SozSichAbk MKD            | Abkommen zwischen der Regierung der Bundesrepublik Deutschland und der mazedonischen Regierung über Soziale Sicherheit |
| SozSichAbk POL            | Abkommen zwischen der Bundesrepublik Deutschland und der Republik Polen über Soziale Sicherheit |
| SozSichAbk PRT            | Abkommen zwischen der Bundesrepublik Deutschland und der Portugiesischen Republik über Soziale Sicherheit |
| SozSichAbk ROM            | Abkommen zwischen der Bundesrepublik Deutschland und Rumänien über Soziale Sicherheit |
| SozSichAbk SVN            | Abkommen zwischen der Bundesrepublik Deutschland und der Republik Slowenien über Soziale Sicherheit |
| SozSichAbk SWE            | Abkommen zwischen der Bundesrepublik Deutschland und dem Königreich Schweden über Soziale Sicherheit |
| SozSichAbk TUN            | Abkommen zwischen der Bundesrepublik Deutschland und der Tunesischen Republik über Soziale Sicherheit |
| SozSichAbk TUR            | Abkommen zwischen der Bundesrepublik Deutschland und der Republik Türkei über Soziale Sicherheit |
| SozSichAbk1985 CAN        | Abkommen zwischen der Bundesrepublik Deutschland und Kanada über Soziale Sicherheit |
| SozSichAbk2ErgAbk ESP     | Abkommen zur Ergänzung des Abkommens vom 4. Dezember 1973 zwischen der Bundesrepublik Deutschland und dem Spanischen Staat über Soziale Sicherheit |
| SozSichAbkÄndAbk2ZAbk TUR | Zusatzabkommen zum Abkommen vom 30. April 1964 zwischen der Bundesrepublik Deutschland und der Republik Türkei über Soziale Sicherheit in der Fassung des Änderungsabkommens vom 28. Mai 1969 und des Zwischenabkommens vom 25. Oktober 1974                                                                                    |
| SozSichAbkAUSErgAbk       | Abkommen zwischen der Bundesrepublik Deutschland und Australien über die Soziale Sicherheit von vorübergehend im Hoheitsgebiet des anderen Staates beschäftigten Personen („Ergänzungsabkommen“) |
| SozSichAbkISRÄndAbk ISR   | Abkommen zur Änderung des Abkommens vom 17. Dezember 1973 zwischen der Bundesrepublik Deutschland und dem Staat Israel über Soziale Sicherheit |
| SozSichAbkZAbk AUT        | Zusatzabkommen zum Abkommen vom 22. Dezember 1966 zwischen der Bundesrepublik Deutschland und der Republik Österreich über Soziale Sicherheit |
| SozSichAbkZAbk CHE 2      | Zweites Zusatzabkommen zum Abkommen vom 25. Februar 1964 zwischen der Bundesrepublik Deutschland und der Schweizerischen Eidgenossenschaft über Soziale Sicherheit |
| SozSichAbkZusAbk ISR      | Zusatzabkommen zum Abkommen vom 17. Dezember 1973 zwischen der Bundesrepublik Deutschland und dem Staat Israel über Soziale Sicherheit |
| StBefrAbk HRV             | Abkommen zwischen der Regierung der Bundesrepublik Deutschland und der Regierung der Republik Kroatien über die gegenseitige Befreiung von Steuern und Straßengebühren für Straßenfahrzeuge im internationalen Verkehr |
| StBefrAbk LET             | Abkommen zwischen der Regierung der Bundesrepublik Deutschland und der Regierung der Republik Lettland über die gegenseitige Steuerbefreiung von Straßenfahrzeugen im internationalen Verkehr |
| StreitAbk BEL             | Abkommen zwischen der Bundesrepublik Deutschland und dem Königreich Belgien über die Beilegung von Streitigkeiten bei Direktbeschaffungen |
| StreitAbk CAN             | Abkommen zwischen der Bundesrepublik Deutschland und Kanada über die Beilegung von Streitigkeiten bei Direktbeschaffungen |
| StreitAbk FRA             | Abkommen zwischen der Bundesrepublik Deutschland und der Französischen Republik über die Beilegung von Streitigkeiten bei Direktbeschaffungen |
| StreitAbk GBR             | Abkommen zwischen der Bundesrepublik Deutschland und dem Vereinigten Königreich Großbritannien und Nordirland über die Beilegung von Streitigkeiten bei Direktbeschaffungen |
| StreitAbk USA             | Abkommen zwischen der Bundesrepublik Deutschland und den Vereinigten Staaten von Amerika über die Beilegung von Streitigkeiten bei Direktbeschaffungen |
| StrZusGubenAbk POL        | Abkommen zwischen der Bundesrepublik Deutschland und der Republik Polen über den Zusammenschluß der deutschen Bundesstraße 97 und der polnischen Landesstraße 274 sowie über den Bau einer Grenzbrücke im Raum Guben und Gubinek                                                                                                |
| SVAbk IN                  | Abkommen zwischen der Bundesrepublik Deutschland und der Republik Indien über Sozialversicherung |
| SVAbk ITA                 | Abkommen zwischen der Bundesrepublik Deutschland und der Italienischen Republik über Sozialversicherung |
| SVAbk POL                 | Abkommen zwischen der Bundesrepublik Deutschland und der Volksrepublik Polen über die Sozialversicherung von Arbeitnehmern, die in das Gebiet des anderen Staates vorübergehend entsandt werden |
| SVkAbk CHE                | Abkommen zwischen der Regierung der Bundesrepublik Deutschland und dem schweizerischen Bundesrat über die Abschaffung des Sichtvermerkszwangs für Flüchtlinge |
| SVVerzAbk IRL             | Abkommen zwischen der Regierung der Bundesrepublik Deutschland und der Regierung Irlands über den Verzicht auf die Erstattung von Aufwendungen für Sachleistungen bei Krankheit, Mutterschaft, Arbeitsunfall und Berufskrankheit, der Leistungen an Arbeitslose sowie der Kosten für verwaltungsmäßige und ärztliche Kontrollen |

| U               | |
| UNFreiwProgrAbk | Abkommen zwischen der Bundesrepublik Deutschland und den Vereinten Nationen über den Sitz des Freiwilligenprogramms der Vereinten Nationen                                                                                       |
| UNHCRBüroAbk    | Abkommen zwischen der Regierung der Bundesrepublik Deutschland und dem Amt des Hohen Flüchtlingskommissars der Vereinten Nationen über das Büro des Hohen Flüchtlingskommissars der Vereinten Nationen in Deutschland            |
| UNSekrSitzAbk   | Abkommen zwischen der Regierung der Bundesrepublik Deutschland den Vereinten Nationen und dem Sekretariat des Rahmenübereinkommens der Vereinten Nationen über Klimaänderungen über den Sitz des Sekretariats des Übereinkommens |
| UNSOrgVorRAbk   | Abkommen über die Vorrechte und Befreiungen der Sonderorganisationen der Vereinten Nationen |
| UNWFPBüroAbk    | Abkommen zwischen der Regierung der Bundesrepublik Deutschland und dem Welternährungsprogramm der Vereinten Nationen über das Büro des Welternährungsprogramms der Vereinten Nationen in der Bundesrepublik Deutschland          |
| UrkBefrAbk BEL  | Abkommen zwischen der Bundesrepublik Deutschland und dem Königreich Belgien über die Befreiung öffentlicher Urkunden von der Legalisation                                                                                        |
| UrkBefrAbk FRA  | Abkommen zwischen der Bundesrepublik Deutschland und der Französischen Republik über die Befreiung öffentlicher Urkunden von der Legalisation                                                                                    |
| UrlRAbk USA     | Abkommen zwischen der Bundesrepublik Deutschland und den Vereinigten Staaten von Amerika über die Rechtsstellung von Urlaubern                                                                                                   |

| V              | |
| VermAbk CHE    | Abkommen zwischen der Bundesrepublik Deutschland und der Schweizerischen Eidgenossenschaft über die deutschen Vermögenswerte in der Schweiz                                                                                             |
| VermAbk PRT    | Abkommen über deutsche Vermögenswerte in Portugal |
| VermAbk SWE    | Abkommen zwischen der Bundesrepublik Deutschland und dem Königreich Schweden über deutsche Vermögenswerte in Schweden |
| VermRglAbk COL | Abkommen zwischen der Bundesrepublik Deutschland und der Republik Kolumbien über deutsche Vermögenswerte in Kolumbien |
| VermRglAbk EGY | Abkommen zwischen der Bundesrepublik Deutschland und der Arabischen Republik Ägypten über die Regelung gewisser Fragen betreffend deutsches VermÖgen                                                                                    |
| VermRglAbk IRN | Abkommen zwischen der Bundesrepublik Deutschland und dem Kaiserreich Iran über die Liquidation des früheren deutsch-iranischen Verrechnungsverkehrs                                                                                     |
| VermRglAbk ITA | Abkommen zwischen der Bundesrepublik Deutschland und der Italienischen Republik über die Regelung vermögensrechtlicher, wirtschaftlicher und finanzieller, mit dem Zweiten Weltkrieg zusammenhängender Angelegenheiten                  |
| VermRglAbk PRT | Abkommen zwischen der Bundesrepublik Deutschland und der Portugiesischen Republik über die Liquidation des früheren deutsch-portugiesischen Verrechnungsverkehrs                                                                        |
| VgHilAbk USA   | Abkommen zwischen der Bundesrepublik Deutschland und den Vereinigten Staaten von Amerika über gegenseitige Verteidigungshilfe |
| VollstrAbk BEL | Abkommen zwischen der Bundesrepublik Deutschland und dem Königreich Belgien über die gegenseitige Anerkennung und Vollstreckung von gerichtlichen Entscheidungen, Schiedssprüchen und öffentlichen Urkunden in Zivil- und Handelssachen |
| VollstrAbk GBR | Abkommen zwischen der Bundesrepublik Deutschland und dem Vereinigten Königreich Großbritannien und Nordirland über die gegenseitige Anerkennung und Vollstreckung von gerichtlichen Entscheidungen in Zivil- und Handelssachen          |

| W                  | |
| WanderAbk AUS      | Abkommen zwischen der Regierung der Bundesrepublik Deutschland und der Regierung des Australischen Bundes über die unterstützte Wanderung                                                                                               |
| WHORegionalbüroAbk | Abkommen zwischen der Regierung der Bundesrepublik Deutschland und der Weltgesundheitsorganisation, Regionalbüro für Europa, über den Sitz des Europäischen Zentrums für Umwelt und Gesundheit - Büro Bonn, WHO-Regionalbüro für Europa |
| WismutAGAbk        | Abkommen zwischen der Regierung der Bundesrepublik Deutschland und der Regierung der Union der Sozialistischen Sowjetrepubliken über die Beendigung der Tätigkeit der Sowjetisch-Deutschen Aktiengesellschaft Wismut                    |

| Z             |                                                                                       |
| ZPersAbk Genf | IV. Genfer Abkommen vom 12. August 1949 zum Schutze von Zivilpersonen in Kriegszeiten |